# Campamento de verano (programa de televisión)
Campamento de verano fue un programa español de telerrealidad (en inglés: reality show) desarrollado por la productora La Fábrica de la Tele para Telecinco. El reality, que se estrenó el 16 de julio de 2013 y finalizó el 9 de septiembre de 2013, fue conducido por Joaquín Prat desde plató en Fuencarral (Madrid) y Sonia Ferrer desde el campamento situado en Sierra de Gredos.
Este formato consistía en encerrar, durante nueve semanas y sin ningún tipo de comodidades, a varios participantes en dos pequeñas cabañas de un campamento. La mecánica del juego trataba que los concursantes tuvieran que enfrentarse a una serie de pruebas y nominaciones semanales hasta conseguir llegar a la final. Además, una de las novedades del programa era que el público desempeñaba un papel importante dentro del concurso, ya que la decisión de elegir qué explorador debía continuar en el campamento era de ellos.

## Mecánica
El reality consiste en encerrar durante nueve semanas a varios famosos —entre ellos algunos de los colaboradores o invitados puntuales de Sálvame y exconcursantes de otros realities de la cadena— que tendrán que convivir, sin ningún tipo de comodidades, en pequeñas cabañas situadas en la Sierra de Gredos. La mecánica de juego es similar a otros formatos de Telecinco, donde los concursantes deben enfrentarse a una serie de nominaciones (por parte de los concursantes) y expulsiones hasta conseguir llegar a la final y optar a un premio de 30.000 euros. Además, durante la convivencia, los participantes tendrán que resolver los conflictos que vayan surgiendo, superar las pruebas semanales y reforzar sus amistades en el concurso.
Asimismo, la audiencia del programa jugaba un papel importante semanalmente en la decisión de elegir qué explorador debía continuar en el campamento. Por ello, desde la web del canal, Telecinco, se habilitaban dos encuestas semanales. Los concursantes más votados se salvaban de la nominación y los dos menos votados quedaban para la decisión final de la expulsión.

## Formato
En su primera edición, el espacio es presentado por los periodistas Joaquín Prat y Sonia Ferrer. Ambos conducen el programa desde distintos lugares; Sonia se encarga de copresentar desde el campamento donde tiene lugar la convivencia, situado en la Sierra de Gredos, mientras que Prat emite desde el plató en Fuencarral (Madrid).
Además, «Campamento de verano» cuenta con un debate semanal también conducido por los mismos. Este espacio se denomina La noche de los exploradores, y está dividido en un programa previo (a las 22:00 horas) y en un debate (a las 00:30 horas) en el que se comenta la última semana de los campistas, aparte de detallar la información proporcionada en la conexión anterior. Además, en él se conoce cada semana el nombre del concursante salvado de la nominación del espacio por parte de la audiencia, quedando solo dos concursantes que se jugarán su permanencia en la gala semanal.
Por otro lado, desde la 4.ª semana se emite un espacio llamado La hora de los exploradores presentado por Sonia Ferrer desde las 22:15 hasta las 23:15, en el que se hace un amplio resumen de lo ocurrido desde el fin de La noche de los exploradores y en el que se producen la entrada de los invitados con el Bono VIP.

## Campamento de verano (2013)
- 16 de julio de 2013 — 9 de septiembre de 2013 (55 días).

El programa se estrenó el 16 de julio de 2013 y se desarrolla en unas cabañas de la Sierra de Gredos. En él, los concursantes habitan, repartidos en grupos mixtos, durante diez semanas. Todos los huéspedes del campamento deben actuar como auténticos exploradores vistiendo uniformados y con un kit básico para la supervivencia. Además, cuentan con una cabaña especial, que tiene todo tipo de lujos y es el lugar por donde pasan rostros conocidos para visitar a los participantes. También, el programa contó con un jurado que se encargaba de las dos primeras expulsiones, sin embargo, a partir de la tercera gala, el público decidía desde la página web de Telecinco.

### Equipo técnico
Presentadores
| Presentador  | Edad    | Profesión                              |
| ------------ | ------- | -------------------------------------- |
| Joaquín Prat | 38 años | Periodista y presentador de televisión |
| Sonia Ferrer | 35 años | Presentadora de televisión y actriz    |

Tribunal del campamento
| Delegación          | Edad | Profesión                               |
| ------------------- | ---- | --------------------------------------- |
| Kiko Hernández      | 36   | Concursante de Gran Hermano 3           |
| Belén Rodríguez     | 47   | Periodista y colaboradora de televisión |
| Jimmy Giménez-Arnau | 69   | Escritor y colaborador de televisión    |

Instructor del campamento
| Nombre                 | Edad | Profesión |
| ---------------------- | ---- | --------- |
| Sargento Héctor Alonso | 31   | Militar   |

### Participantes
|                       |                      | Lugar de procedencia                      | Conocido por...            | Edad                | S. Nominados        | S. Inmunes  | Duración                    | Clasificación    |
| --------------------- | -------------------- | ----------------------------------------- | -------------------------- | ------------------- | ------------------- | ----------- | --------------------------- | ---------------- |
|                       | José Manuel Montalvo | Madrid                                    | Modelo, Míster España 2008 | 32 años             | 4.ª, 5.ª y 7.ª      | 6.ª         | 55 días                     | Ganador (45,19%) |
| Jeyko Vigil           | Madrid               | Concursante de Supervivientes 2011        | 28 años                    | 1.ª y 3.ª           | 4.ª, 5.ª, 7.ª y 8.ª | 55 días     | 2.º finalista (39%)         |                  |
| Noemí Merino          | Las Palmas           | Concursante de Gran Hermano 12+1          | 27 años                    | 5.ª, 6.ª, 7.ª y 8.ª | Nunca               | 42 días     | 3.ª finalista (18,40%)      |                  |
| Esteban Martínez (en) | Valencia             | Participante de Gandía Shore              | 25 años                    | 2.ª y 8.ª           | 0.ª-2.ª y 7.ª       | 55 días     | 10.º expulsado (64,2%)      |                  |
| Sonia Monroy          | Barcelona            | Bailarina, actriz y cantante              | 41 años                    | 6.ª, 7.ª y 8.ª      | Nunca               | 17 días     | 9.ª expulsada (63,55%)      |                  |
| Jacobo Ostos          | Madrid               | Hijo de Jaime Ostos                       | 29 años                    | 7.ª                 | 1.ª y 3.ª           | 49 días     | 8.º expulsado (44,1%)       |                  |
| Karmele Marchante     | Tarragona            | Periodista                                | 66 años                    | 1.ª y 6.ª           | 0.ª                 | 9 / 24 días | 2.ª / 7.ª expulsada (54,4%) |                  |
| Olvido Hormigos       | Toledo               | Víctima de la difusión de un vídeo íntimo | 42 años                    | 2.ª y 5.ª           | Nunca               | 37 días     | 6.ª expulsada (74,96%)      |                  |
| Mónica Pont           | Barcelona            | Presentadora de TV, actriz y modelo       | 42 años                    | 4.ª                 | Nunca               | 30 días     | 5.ª expulsada (73,3%)       |                  |
| David Pedre           | La Coruña            | Participante de Un Príncipe para Corina   | 27 años                    | 1.ª, 2.ª, 3.ª y 4.ª | Nunca               | 30 días     | Abandono forzado            |                  |
| Gaby Sánchez          | Madrid               | Tronista de MyHyV                         | 23 años                    | 1.ª y 3.ª           | Nunca               | 23 días     | 4.ª expulsado (53,1%)       |                  |
| Modesto Rodríguez (†) | Sevilla              | Padre de Desirée Rodríguez                | 66 años                    | 2.ª                 | Nunca               | 16 días     | 3.er expulsado (53,3%)      |                  |
| Lucía Etxebarria      | Valencia             | Escritora                                 | 46 años                    | 0.ª                 | Nunca               | 9 días      | Abandono voluntario         |                  |
| Carmen Bazán          | Cádiz                | Madre de Jesulín de Ubrique               | 69 años                    | 0.ª                 | Nunca               | 2 días      | 1.ª expulsada (tribunal)    |                  |

### Estadísticas semanales
|          | Semana 1 | Semana 1 | Semana 1  | Semana 1  | Semana 2 | Semana 2  | Semana 3  | Semana 3  | Semana 4 | Semana 4  | Semana 5 | Semana 5  | Semana 6 | Semana 6  | Semana 7 | Semana 7  | Semana 8  | Semana 8  | Semana 9  | Semana 9 |
| Gala 0   | Gala 0   | Gala 1   | Gala 1    | DBT 1     | Gala 2   | DBT 2     | Gala 3    | DBT 3     | Gala 4   | DBT 4     | Gala 5   | DBT 5     | Gala 6   | DBT 6     | Gala 7   | Gala 8    | Gala 9    | Final     | DBT Final |          |
| -------- | -------- | -------- | --------- | --------- | -------- | --------- | --------- | --------- | -------- | --------- | -------- | --------- | -------- | --------- | -------- | --------- | --------- | --------- | --------- | -------- |
| Montalvo | Salvado  | Salvado  | Salvado   | Salvado   | Exento   | Salvado   | Exento    | Salvado   | Exento   | Nominado  | Nominado | Nominado  | Nominado | Inmune    | Exento   | Nominado* | Salvado   | Salvado   | Ganador   | Ganador  |
| Jeyko    | Salvado  | Salvado  | Nominado  | Nominado  | Nominado | Salvado   | Exento    | Nominado  | Nominado | Inmune    | Exento   | Inmune    | Exento   | Salvado   | Exento   | Inmune    | Salvado   | Inmune    | Segundo   | Segundo  |
| Noemí    |          |          |           |           |          |           | Entra     | Salvada   | Exenta   | Salvada   | Exenta   | Nominada  | Salvada  | Nominada  | Salvada  | Nominada* | Salvada   | Nominada  | Tercera   | Tercera  |
| Esteban  | Líd.     | Sal.     | Salvado   | Salvado   | Líder    | Inmune    | Nominado* | Salvado   | Líder    | Salvado   | Exento   | Salvado   | Exento   | Salvado   | Exento   | Inmune    | Nominado  | Nominado  | Expulsado |          |
| Sonia    |          |          |           |           |          |           |           |           |          |           |          |           | Entra    | Nominada  | Nominada | Nominada  | Nominada  | Expulsada |           |          |
| Jacobo   | Salvado  | Salvado  | Salvado   | Salvado   | Líder    | Salvado   | Exento    | Inmune    | Exento   | Salvado   | Exento   | Salvado   | Exento   | Salvado   | Exento   | Nominado  | Expulsado |           |           |          |
| Karmele  | Líd.     | Sal.     | Nominada  | Nominada  | Nominada | Expulsada |           |           | Repesca  | Salvada   | Exenta   | Salvada   | Exenta   | Nominada  | Nominada | Expulsada |           |           |           |          |
| Olvido   | Salvada  | Salvada  | Salvada   | Salvada   | Exenta   | Nominada  | Nominada  | Salvada   | Exenta   | Salvada   | Exenta   | Nominada  | Nominada | Expulsada |          |           |           |           |           |          |
| Mónica   | Salvada  | Salvada  | Salvada   | Salvada   | Exenta   | Salvada   | Exenta    | Salvada   | Exenta   | Nominada  | Nominada | Expulsada |          |           |          |           |           |           |           |          |
| Pedre    | Salvado  | Salvado  | Nominado  | Nominado  | Salvado  | Nominado  | Salvado   | Nominado  | Salvado  | Nominado  | Salvado  | A.forzado |          |           |          |           |           |           |           |          |
| Gaby     | Salvada  | Salvada  | Nominada  | Nominada  | Salvada  | Salvada   | Exenta    | Nominada  | Nominada | Expulsada |          |           |          |           |          |           |           |           |           |          |
| Modesto  | Salvado  | Salvado  | Salvado   | Salvado   | Exento   | Nominado  | Nominado  | Expulsado |          |           |          |           |          |           |          |           |           |           |           |          |
| Lucía    | Nominada | Nominada | Salvada   | Salvada   | Exenta   | Abandono  |           |           |          |           |          |           |          |           |          |           |           |           |           |          |
| Carmen   | Nominada | Nominada | Expulsada | Expulsada |          |           |           |           |          |           |          |           |          |           |          |           |           |           |           |          |

### «Participantes» con elBono Campamento
Desde la cuarta semana de concurso, Campamento de verano comenzó a reclutar cada martes a un explorador temporal, ya que su estancia duraría tres días. Éste no participaría en calidad de concursante de pleno derecho, sino con un «Bono VIP» llamado Bono Campamento con todo incluido y sin normas.
| Beneficiario            | Famoso por...                                      | Edad | Semana en la que participa |
| ----------------------- | -------------------------------------------------- | ---- | -------------------------- |
| Víctor Sandoval         | Presentador y colaborador de televisión            | 46   | 4.ª semana                 |
| Toya Cassinello         | Participante de ¿Quien quiere casarse con mi hijo? | 71   | 5.ª semana                 |
| Pocholo Martínez-Bordiú | Aristócrata                                        | 50   | 6.ª semana                 |
| María Teresa Pont       | Madre de Mónica Pont                               | 64   | 7.ª semana                 |
| Mónica Pont             | Modelo y actriz                                    | 42   | 7.ª semana                 |
| Ania Iglesias           | Concursante de Gran Hermano 1                      | 43   | 8.ª semana                 |
| Chari Lojo              | Concursante de Gran Hermano 12                     | 30   | 8.ª semana                 |
| José Labrador           | Participante de Gandía Shore                       | 26   | 8.ª semana                 |
| Nagore Robles           | Concursante de Gran Hermano 11                     | 30   | 8.ª semana                 |

### Pregoneros de Mombeltrán 2013
Los concursantes de Campamento de verano fueron los elegidos para dar el pregón de las fiestas mayores de Mombeltrán, además de participar en la cabalgata del pueblo.

## Recepción de la audiencia
| Fecha      | Características del programa                                                                         | Audiencia         | Ref.   |
| ---------- | --- | ----------------- | ------ |
| 16/07/2013 | Gala 0 (emisión reducida) / Presentación / Nominación de Carmen y Lucía                              | 2 065 000 (14,1%) | [ 27 ] |
| 18/07/2013 | Gala 1 / Expulsión de Carmen / Nominación de Pedre, Gaby, Jeyko y Karmele                            | 1 661 000 (16,6%) | [ 28 ] |
| 25/07/2013 | Gala 2 / Abandono voluntario de Lucía y expulsión de Karmele / Nominación de Pedre, Modesto y Olvido | 1 568 000 (16,2%) | [ 29 ] |
| 01/08/2013 | Gala 3 / Expulsión de Modesto / Nominación de Pedre, Jeyko y Gaby                                    | 1 402 000 (15,0%) | [ 30 ] |
| 08/08/2013 | Gala 4 / Expulsión de Gaby / Nominación de Mónica, Montalvo y Pedre                                  | 1 543 000 (17,1%) | [ 31 ] |
| 15/08/2013 | Gala 5 / Abandono forzado de Pedre y expulsión de Mónica / Nominación de Montalvo, Noemí y Olvido    | 1 300 000 (15,9%) | [ 32 ] |
| 22/08/2013 | Gala 6 / Expulsión de Olvido / Nominación de Karmele, Noemí y Sonia                                  | 1 162 000 (12,6%) | [ 33 ] |
| 29/08/2013 | Gala 7 / Expulsión de Karmele / Nominación de Jacobo, Montalvo, Noemí y Sonia                        | 1 513 000 (15,3%) | [ 34 ] |
| 03/09/2013 | Gala 8 (emisión reducida) / Expulsión de Jacobo / Nominación de Esteban y Sonia                      | 1 807 000 (10,7%) | [ 35 ] |
| 05/09/2013 | Gala 9 (semifinal) / Expulsión de Sonia / Nominación de Esteban y Noemí                              | 1 317 000 (12,5%) | [ 36 ] |
| 09/09/2013 | Gala 10 (final) / Expulsión de Esteban / Juego nominatorio / Noemí 3.ª, Jeyko 2.º y Montalvo ganador | 1 496 000 (12,7%) | [ 37 ] |
| 12/09/2013 | Debate Final / Repetición de la final / Noemí 3.ª, Jeyko 2.º y Montalvo ganador                      | 1 266 000 (11,8%) | [ 38 ] |

## Críticas y polémicas
Un día después del inicio del primer programa, el 16 de julio de 2013, varias asociaciones españolas en defensa de los scouts, exigieron la inmediata retirada del espacio a Telecinco. Tras la emisión de la gala de presentación en el que los doce concursantes llegaban al campamento, las protestas se incrementaron solicitando que Campamento de verano denigraba su definición de voluntarios y ONG. Por su parte, Javier Quilez, inició una recogida de firmas en la plataforma Change.org dirigiéndose a Alejandro Echevarría Busquet, presidente del grupo audiovisual Mediaset España.

Me parece una aberración que Telecinco esté usando el término «scout» para definir a los concursantes del programa, que en nada representan los valores de este movimiento y que además estén utilizando herramientas pedagógicas y símbolos caricaturizando a los Scouts.
Javier Quilez

Tras conocerse la noticia, Manuel Villanueva, director general de contenidos del grupo, declaró que el espacio no tenía intención de ofender a nadie. No obstante, aseguró que se utilizarán los mismos uniformes al entender que «la ropa y símbolos no son los mismos, aunque puedan asemejarse». En la segunda emisión y a pesar de las protestas, el programa dejó de emplear el término «scout» a la hora de hacer referencia a los participantes y desde entonces son denominados «exploradores».
La plataforma Hazte Oír, tras acusar al programa de «convertir a las mujeres en objetos de sex shop, denigrarlas, televisar pornografía y a convertir la televisión en un burdel», inició, a principios del mes de agosto de 2013, una campaña de boicot a las empresas que se anunciaban en este espacio, entre las que se encontraban marcas como ING Direct, Minute Maid, Amena, Burger King, McDonald's, Orange y Mutua Madrileña. La primera empresa en comunicar la retirada de su publicidad de este programa fue Burger King que escribió el siguiente comunicado en su página de la red social Facebook:

Tras estudiar el comportamiento del programa "Campamento de Verano", y gracias a los avisos que muchos de vosotros nos habéis hecho llegar, os comunicamos que retiramos nuestra publicidad de esta franja horaria. No queremos relacionarnos con ningún formato que contenga actitudes machistas, denigrantes o que puedan llegar a herir la sensibilidad de los espectadores. Además, aprovechamos para mandarles nuestro apoyo a los concursantes que han vivido estas situaciones y a todas las mujeres que se hayan podido sentir ofendidas por dichos contenidos.

A continuación, Mutua Madrileña retiró también su publicidad de este espacio seguido de McDonald's. También retiraron sus anuncios Orange/Amena, Minute Maid e ING Direct, y más adelante se dejaron de promocionar las marcas El Corte Inglés, Danone, Nestlé y Balay.
Un día después de oficializarse la final de la primera edición y de otorgar el premio al ganador del concurso, Montalvo, la dirección del espacio anunció en Sálvame que «sospechamos que el ex Míster España podría haber hecho trampas en la final». El presentador, Jorge Javier Vázquez, explicó además que «la dirección de Campamento de verano está revisando las imágenes de la primera de las pruebas debido a la sospechas de que se cometieron varias infracciones». La principal causa de esta queja apunta a que Montalvo ocultó varias letras en el cubo para impedir que sus compañeros se hicieran con ellas.

## Palmarés
| Edición               | Fecha | Ganador              | Subcampeón  | Tercer lugar |
| --------------------- | ----- | -------------------- | ----------- | ------------ |
| [ 1 ] Primera edición | 2013  | José Manuel Montalvo | Jeyko Vigil | Noemí Merino |

## Audiencias
| Edición                      | Fechas de emisión                             | Espectadores | Cuota  |
| ---------------------------- | --------------------------------------------- | ------------ | ------ |
| [ 1 ] Primera edición (2013) | 16 de julio de 2013 — 9 de septiembre de 2013 | 1 508 000    | 14,2 % |